# 김정훈 (기자)
김정훈(金禎熏, 1960년 6월 10일 ~ )은 대한민국 KBS의 언론인이다.

## 학력
- 중앙초등학교 졸업
- 대성중학교 졸업
- 대전고등학교 졸업
- 성균관대학교 신문방송학과

## 경력
- 1986년 : KBS 13기 공채 기자
- 2005년 : 미국 로스앤젤레스 특파원
- 2009년 : KBS 해설위원
- 2015년 : KBS 대전방송총국장

## 진행

### 텔레비전
- 1999년 ~ 2000년 : KBS1 《KBS 뉴스 9 주말》
- 2009년 : KBS1 《KBS 뉴스광장 해설위원》
- 2014년 : KBS1 《KBS 뉴스라인 이슈와 해설》

## 수상
- 1999년 한국기자협회 이달의 기자상
- 1999년 방송기자협회 이달의 방송기자상